# Kempener Feld

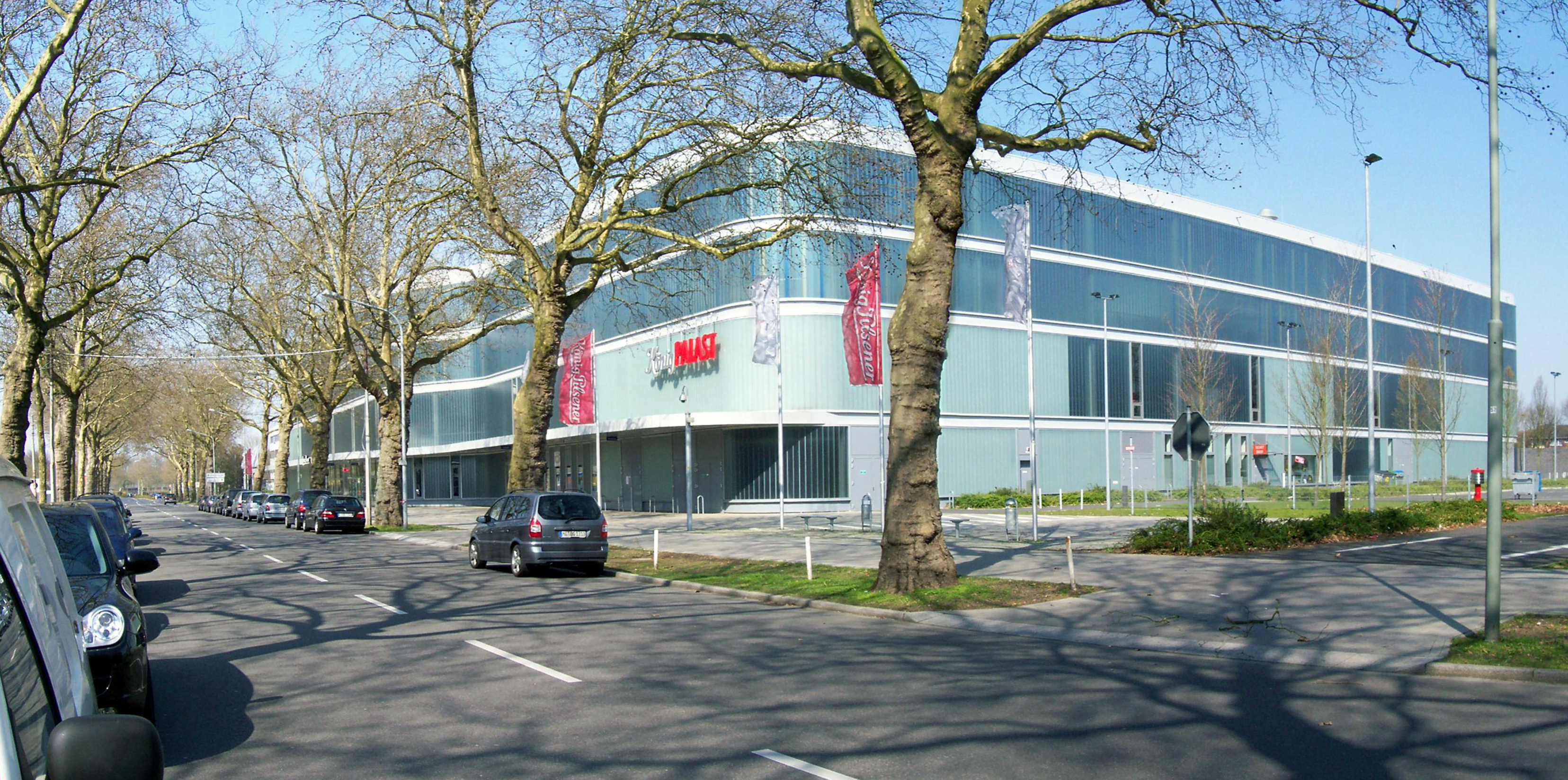
Der KönigPALAST (heute Yayla-Arena)

Das Kempener Feld ist ein Ortsteil der Stadt Krefeld und bildet zusammen mit dem Baackeshof den Stadtteil Kempener Feld/Baackeshof.
Der statistische Bezirk gehört zum Stadtbezirk Nord und beherbergt auf seiner Fläche unter anderem die Yayla-Arena (Spielstätte der Krefeld Pinguine), die Rheinlandhalle sowie das Krefelder Stadthaus. Das Stadtarchiv Krefeld hat seinen Sitz im Kempener Feld, außerdem steht der denkmalgeschützte Wasserturm an der Gutenbergstraße hier.
Der Name Kempener Feld leitet sich von der angrenzenden Stadt Kempen ab. Der Ortsteil grenzt außerdem an den Stadtteil Inrath/Kliedbruch im Nord-Osten, an die Stadtmitte im Süden und an Hüls im Norden.